# Elizabeth (Film)
Elizabeth ist ein britischer Historienfilm von Shekhar Kapur aus dem Jahr 1998 über Königin Elisabeth I. Die Filmbiografie konzentriert sich auf die jungen Jahre der englischen Monarchin und die Anfangszeit ihrer Regentschaft. Die Weltpremiere fand am 8. September 1998 bei den Internationalen Filmfestspielen von Venedig statt. Der australischen Schauspielerin Cate Blanchett gelang in der Titelrolle, für die sie ihre erste Oscar-Nominierung und mehrere Filmpreise erhielt, der internationale Durchbruch. Im Jahr 2007 erschien eine Fortsetzung über die späteren Jahre von Elisabeths Herrschaft unter dem Titel Elizabeth – Das goldene Königreich.

## Handlung
Im England des Jahres 1554 ist der englische König Heinrich VIII. bereits seit sieben Jahren tot. Das Land ist geteilt in Katholiken und Protestanten. Heinrichs älteste Tochter Maria, eine überzeugte Katholikin, herrscht als Königin. Da sie kinderlos ist, fürchten die Katholiken, dass Marias junge Halbschwester Elisabeth, eine Protestantin, die Thronfolge nach ihr antreten wird. Um dies zu verhindern, wird Elisabeth unter dem Vorwurf der Häresie, des Verrats und der Verschwörung mit Thomas Wyatt festgenommen und in den Tower von London gesperrt. Nach einem Zwiegespräch mit Maria, die Elisabeth vergeblich das Versprechen abzuringen versucht, im Falle ihrer Thronbesteigung dem katholischen Glauben im Land die Macht zu sichern, wird Elisabeth unter Hausarrest gestellt. Als sich 1558 eine vermeintliche Schwangerschaft Marias als Tumor herausstellt und sie daran stirbt, wird Elisabeth zur neuen Königin ernannt.
Angesichts leerer Staatskassen und der Bedrohungen von außen durch Frankreich und Spanien wird Elisabeth nach ihrer Krönung von ihrem loyalen Freund und Berater William Cecil nahegelegt, so bald wie möglich zu heiraten, einen Erben zu bekommen und so ihre Macht zu festigen. Der aus dem französischen Exil zurückgekehrte Sir Francis Walsingham soll ihr zudem als Berater und Kopf eines Spionagenetzwerks fortan tatkräftig zur Seite stehen. Erste Heiratsangebote der Spanier und Franzosen werden von Elisabeth jedoch ignoriert. Sie will sich lieber weiterhin mit Robert Dudley, dem Earl of Leicester, treffen, mit dem sie seit Längerem eine heimliche Liaison verbindet.
Als Marie de Guise in Schottland ihre französischen Truppen verstärkt, drängen Elisabeths Berater, allen voran der machthungrige Herzog von Norfolk, zum Krieg. Elisabeth gibt nur widerwillig nach. In der folgenden Schlacht werden ihre Truppen vernichtend geschlagen. Daraufhin wird ihr erneut das Angebot gemacht, den Herzog von Anjou zum Mann zu nehmen, um damit einen Frieden mit Frankreich zu gewährleisten. Im Hinblick auf ihre geschwächte politische Position willigt sie schließlich ein, Anjou zu treffen, und lädt ihn zu sich nach England ein. Auch erkennt sie, dass ihr Volk niemals zur Ruhe kommen wird und ihr Thron unsicher bleibt, solange die Kämpfe zwischen Katholiken und Protestanten in ihrem Land andauern. Es gelingt ihr, ein Religionsgesetz zu verabschieden, durch das der anglikanische Protestantismus vereinheitlicht und zur alleinigen Staatsreligion erklärt wird. Der Vatikan bezeichnet Elisabeth daraufhin als „Dienerin der Gottlosigkeit“ und reagiert mit einem Erlass des Papstes, der Elisabeth den Thron abspricht und jedem Bürger, der den Versuch unternimmt, die Königin zu ermorden, die Aufnahme ins Himmelreich zusichert.
Elisabeth empfängt schließlich den Herzog von Anjou, der mit seiner frivolen und vulgären Art bei ihr sofort auf Missfallen stößt. Bei einem königlichen Fest mit anschließendem Feuerwerk wird ein Anschlag auf Elisabeth verübt. Zurück in ihren königlichen Gemächern erfährt sie von Cecil, dass Dudley bereits verheiratet ist, was zum Bruch mit diesem führt. Auch lehnt sie Anjou, den sie bei einem privaten Gelage in Frauenkleidern antrifft, endgültig als Ehemann ab. Als eine ihrer Hofdamen während eines Schäferstündchens mit Dudley ein mit Gift versetztes Kleid trägt, das als Geschenk der Franzosen für Elisabeth bestimmt war, und qualvoll darin stirbt, begibt sich Walsingham nach Schottland, um sich dort heimlich mit Marie de Guise zu treffen und dieser eine mögliche Allianz vorzugaukeln. Am nächsten Morgen wird de Guise in ihrem Bett ermordet aufgefunden.
Als Elisabeth Cecil in den Ruhestand schickt – sie will nur noch ihrem eigenen Rat folgen – warnt er sie vor ihren politischen Feinden. Mit Hilfe von Walsingham kann sich Elisabeth jedoch gegen ihre Gegner behaupten. Eine vom Herzog von Norfolk angeführte und vom Vatikan unterstützte Verschwörung, die Maria Stuart an ihrer Stelle auf den Thron setzen soll, wird aufgedeckt und alle Beteiligten der Intrige werden hingerichtet. Nur Dudley, der sich mit dem spanischen Botschafter zusammengetan und sich damit den Katholiken angeschlossen hatte, will sie verschonen, um stets daran erinnert zu werden, wie nah sie der Gefahr gekommen war. Entschlossen, nie einem Mann untertan zu sein und nicht mehr von Gefühlen geblendet zu werden, lässt sich Elisabeth die Haare abschneiden und nach dem Vorbild der Jungfrau Maria zurechtmachen. Vor ihrem Hofstaat verkündet sie, mit England verheiratet zu sein, und besteigt als jungfräuliche Königin den Thron.

## Hintergrund

### Produktion
Für den indischen Regisseur Shekhar Kapur war Elizabeth der erste englischsprachige Spielfilm. Laut eigener Aussage sei es ihm bei der Umsetzung des Stoffs weniger um historische Fakten als um die menschliche Seite hinter der Fassade der englischen Königin gegangen. „Ich musste eine Entscheidung treffen: ob ich wollte, dass historische Details oder die Emotionen und der Kern der Geschichte überwiegen“, so Kapur. Die historischen Ereignisse, vor allem die vielen Komplotte gegen Elisabeth, seien so komplex gewesen, dass eine historisch korrekte Darstellung innerhalb eines zweistündigen Films zu sehr auf Kosten von Elisabeths Charakterzeichnung gegangen wäre.
Für die Hauptrolle sah Kapur ursprünglich die Schauspielerin Emily Watson vor, die das Angebot jedoch ablehnte. Zwischenzeitlich war auch Kate Winslet für die Rolle der Elisabeth im Gespräch. Kapur entschied sich schließlich für die Australierin Cate Blanchett, nachdem er sie in einem Trailer zu dem Film Oscar und Lucinda (1997) gesehen hatte. Im Zuge ihrer Vorbereitung las Blanchett Originaltexte über die englische Monarchin, konzentrierte sich dabei aber wie Kapur mehr auf den menschlichen Aspekt ihrer Figur. „Der Film ist eher metaphorisch im Bezug darauf, was es heißt, Königin zu sein“, so Blanchett.
Für das Szenenbild und die Ausstattung des Films waren John Myhre und Peter Howitt verantwortlich. Die Kostüme entwarf Alexandra Byrne. Als Produzenten traten Tim Bevan, Eric Fellner und Alison Owen in Erscheinung. Neben Bevans Tochter Daisy Bevan in der Rolle von Arundels Tochter traten auch Owens Kinder in kleinen Nebenrollen im Film auf: Alfie Allen als Arundels Sohn sowie Sarah Owen und Lily Allen als Hofdamen. Jahre später erlangte Lily Allen Bekanntheit als Popsängerin und Alfie Allen als Darsteller des Theon Graufreud in der HBO-Serie Game of Thrones.

### Dreharbeiten

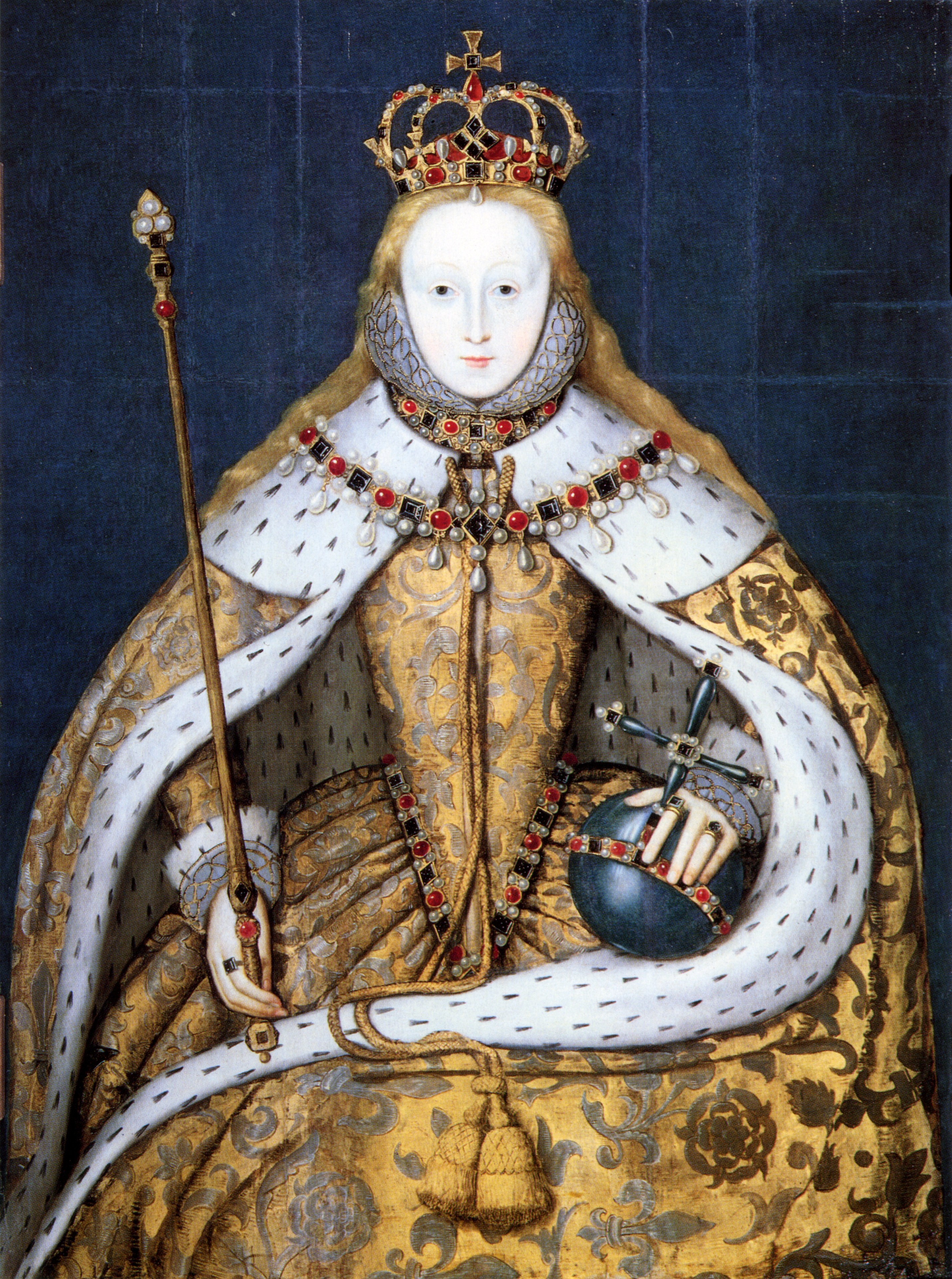
Krönungsporträt von Elisabeth I.

Die Dreharbeiten begannen Anfang September 1997 und fanden in England statt. Als Drehort der Schlacht zwischen den Truppen von Elisabeth und Marie de Guise diente Alnwick Castle in Northumberland, wo auch die Szenen mit den auf dem Scheiterhaufen brennenden protestantischen Märtyrern am Anfang des Films und Elisabeths Festnahme entstanden. Im nahegelegenen Chillingham Castle wurden Innenaufnahmen gedreht. Weitere in Northumberland gelegene Drehorte waren Bamburgh Castle, Warkworth Castle, das im Film die Verliese des Tower of London ersetzte, und Aydon Castle, das für Szenen mit Walsingham und John Ballard genutzt wurde. Als Vorplatz des Tower of London diente Bolton Castle in North Yorkshire, wo auch die Szene entstand, in der Elisabeth den Herzog von Anjou in Frauenkleidern entdeckt.

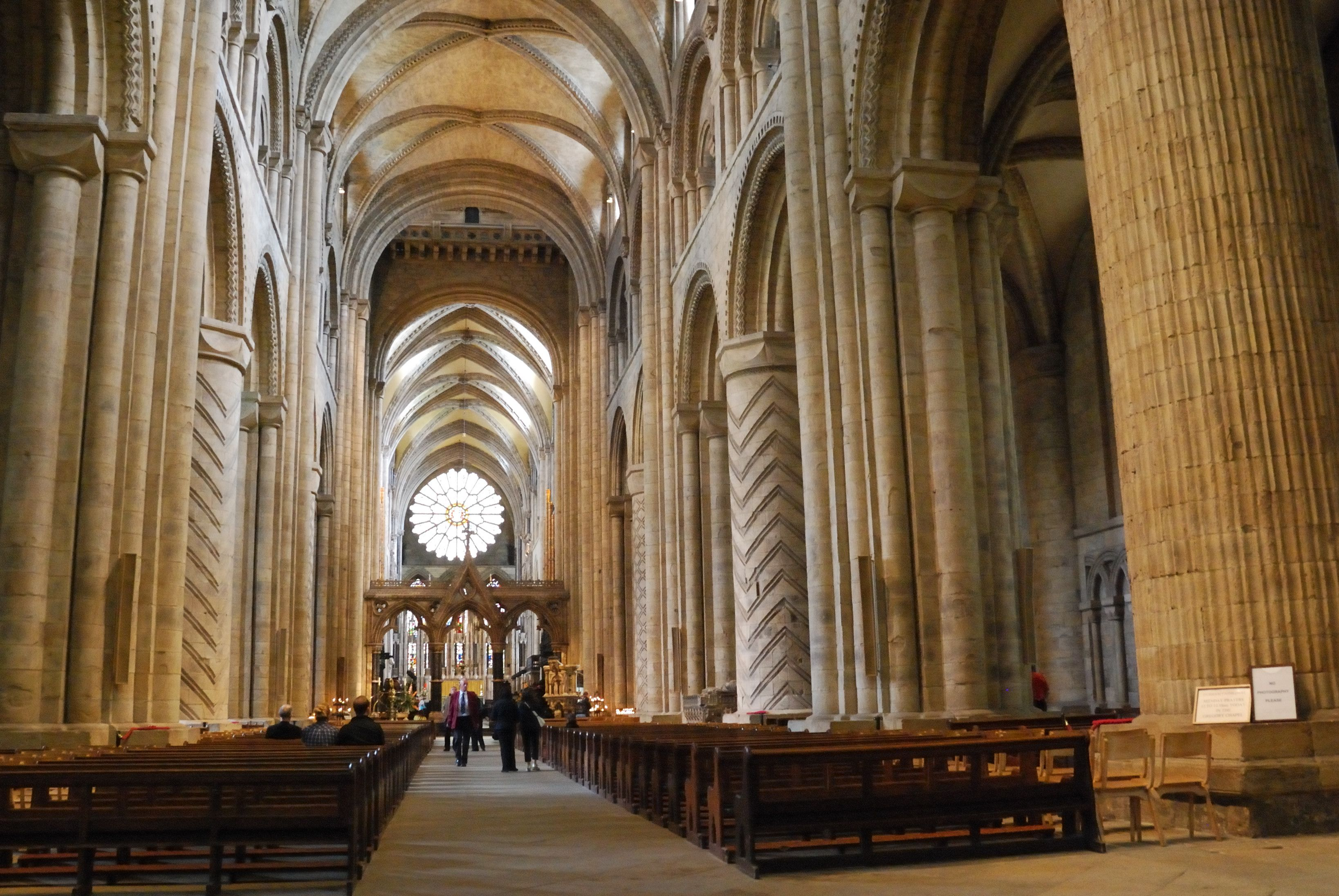
Die Durham Cathedral, der Drehort des königlichen Hofs

Haddon Hall in Derbyshire wurde als herrschaftliches Anwesen genutzt, auf dem Elisabeth im Film aufgewachsen ist und wo sie ihren Hausarrest absitzen muss. Ihre Krönungszeremonie wurde an Stelle der Westminster Abbey im York Minster in York inszeniert. Das Kostümdesign sowie Haare und Make-up von Elisabeth und die Kameraeinstellung dieser Szene wurden von ihrem überlieferten Krönungsporträt inspiriert. Das im Film stattfindende Fest auf der Themse wurde im Burggraben vor Raby Castle in Durham inszeniert. Die Durham Cathedral mit ihren markanten großen Säulen war der Drehort für einen Großteil der Innenaufnahmen, die Elisabeths königlichen Hof zeigen und damit den 1698 durch einen Großbrand zerstörten Palace of Whitehall repräsentieren.
Das im Tudorstil erbaute Herrenhaus Dorney Court in der Nähe von Maidenhead in Berkshire war im Film der Wohnsitz des Grafen von Arundel, wo dieser und John Ballard gegen Ende des Films gefangen genommen werden. Als Drehort für die Feierlichkeiten nach Elisabeths Krönung und für die letzte Szene mit Elisabeth als jungfräulicher Königin diente das Landmark Arts Centre im Londoner Stadtteil Teddington, das 1889 als Kirche im Stil der Neugotik erbaut worden war. Weitere Aufnahmen wurden in Leeds Castle in Kent und in Middle Temple in London sowie in den Shepperton Studios gedreht.

### Historische Abweichungen
Der Film ist an historische Tatsachen angelehnt, erlaubt sich jedoch für eine dramatischere Erzählweise der Handlung Abweichungen und künstlerische Freiheiten im Bezug auf Personen und Ereignisse, die zum Teil hinzugedichtet wurden oder erst Jahre später stattfanden. Deutliche Abweichungen von den historischen Tatsachen ergaben sich bei der Darstellung von William Cecil. Im Film erscheint er als alter Mann, während er in Wirklichkeit nur 13 Jahre älter war als Elisabeth. Tatsächlich hegte er stets Heiratspläne mit der Königin, doch diese führten nicht dazu, dass er entlassen wurde. Cecil war Elisabeths wichtigster Berater bis zu seinem Tod im Jahr 1598.
Im Film konfrontiert Cecil, der spätere Baron Burghley, Elisabeth zudem mit der Tatsache, dass Robert Dudley verheiratet ist. Tatsächlich wusste Elisabeth längst von seiner Ehe und zeigte sich dennoch öffentlich mit ihm, was in ganz Europa zu Gerede führte. Dudleys Frau, Amy Robsart, war schwer (wahrscheinlich an Brustkrebs) erkrankt, erlag jedoch nicht ihrem Leiden, sondern starb unter mysteriösen Umständen – durch den Sturz von einer Steintreppe. Robert Dudley wurde des Mordes verdächtigt und kam, obwohl nun Witwer und frei, wegen des Skandals als Ehemann für Elisabeth nicht mehr in Frage. Dudley hat zudem nie an einer Verschwörung gegen Elisabeth teilgenommen. Er war ihr bis zu seinem Tod treu ergeben.
Elisabeths Cousin, der Herzog von Norfolk, wird im Film als katholische Leitfigur dargestellt. Tatsächlich war er Protestant. Historisch korrekt ist seine Hinrichtung wegen einer Verschwörung gegen Elisabeth – er hatte Heiratspläne mit Maria Stuart, die sich zu diesem Zeitpunkt bereits in englischer Haft befand. Die Intrige erfolgte jedoch 1572, also erst 14 Jahre nach Elisabeths Thronbesteigung. John Ballard war wiederum erst bei der Babington-Verschwörung im Jahr 1586 der Drahtzieher.
Im Film verbringt Marie de Guise eine Liebesnacht mit Sir Francis Walsingham und wird anschließend von ihm ermordet. In Wahrheit starb die französische Königin von Schottland und Mutter von Maria Stuart 1560 an Wassersucht in Edinburgh Castle. Der Herzog von Anjou war auch nicht, wie im Film dargestellt, der Neffe von de Guise. Obwohl eine Heirat Elisabeths mit ihm für kurze Zeit und dies auch erst 1570 – Elisabeth war seinerzeit 37, Anjou 19 – tatsächlich in Erwägung gezogen wurde, fand ein Treffen der beiden nie statt. Auch ist eine Vorliebe des Herzogs für Frauenkleider nicht belegt. Der im Film als Spion Walsinghams dargestellte Sir Thomas Elyot war eigentlich ein Diplomat und Humanist im Dienst von Heinrich VIII. und bereits seit 1546 tot.

## Filmmusik
Neben der für den Film komponierten Musik von David Hirschfelder sind in Elizabeth auch Kompositionen aus der Zeit der Renaissance, des Barock und vom Ende des 19. Jahrhunderts zu hören:
- Te Deum von Thomas Tallis – Chor: St. John’s College Choir, Cambridge; zu hören während der Krönungszeremonie
- Rondo I und Rondo VII aus La Danserye von Tielman Susato – zu hören während des Fests auf der Themse
- Nimrod (9. Variation, Adagio) aus den Enigma-Variationen von Edward Elgar – Sopran: Kim Wheeler; zu hören während Elisabeths letztem Treffen mit Robert Dudley, Norfolks Hinrichtung und Elisabeths Entschluss, ein Ersatz für die Jungfrau Maria zu werden
- Requiem in d-Moll (KV 626) von Wolfgang Amadeus Mozart – Sopran: Kim Wheeler; zu hören während der finalen Szenen mit Elisabeth als jungfräulicher Königin

## Rezeption

### Veröffentlichung und Nachwirkung
Die Weltpremiere von Elizabeth wurde am 8. September 1998 bei den Internationalen Filmfestspielen von Venedig gefeiert. Am 13. September 1998 folgte eine Vorführung beim Toronto International Film Festival. Am 2. Oktober 1998 fand die London-Premiere statt. Nach der Veröffentlichung des Films in Italien, den USA, Australien und weiteren europäischen Ländern kam der Film am 29. bzw. 30. Oktober 1998 auch in die deutschen, österreichischen und Schweizer Kinos. Während der Film in den USA von der MPAA ein R-Rating und damit eine Freigabe ab 17 Jahren erhielt und in anderen Ländern, darunter Österreich, ab 16 Jahren zu sehen war, wurde er in Deutschland und der Schweiz ab 12 Jahren freigegeben.
Im Zuge seiner Veröffentlichung warf die US-amerikanische Catholic League dem Film vor, „antikatholisch“ zu sein, und berief sich dabei auch auf die Filmkritik der New York Times. Die Filmkritiker selbst wiesen bisweilen auf historische Ungenauigkeiten hin, zeigten sich aber mehrheitlich positiv über den Film und lobten vor allem die aufwändigen Bilder und Hauptdarstellerin Cate Blanchett. Diese erhielt in der Folge ihre erste und eine von insgesamt sieben Oscar-Nominierungen des Films. Da Judi Dench in Shakespeare in Love in der Rolle von Elisabeth I. ebenfalls für einen Oscar nominiert war (in der Kategorie Beste Nebendarstellerin), war 1998 das einzige Jahr, in dem zwei Schauspielerinnen für die gleiche Rolle in zwei verschiedenen Filmen für den Oscar nominiert waren. Einzig in der Kategorie Bestes Make-up konnte sich Kapurs Filmbiografie am Ende gegen die Konkurrenz durchsetzen. In der Kategorie Bester Film unterlag sie dem Liebesfilm Shakespeare in Love, in dem Geoffrey Rush und Joseph Fiennes ebenfalls als Darsteller mitwirkten.
Das Historiendrama, dessen Budget 30 Millionen Dollar betrug, spielte weltweit rund 82 Millionen Dollar ein. In Deutschland sahen bei 131 Kopien 629.145 Zuschauer den Film. Die Deutsche Film- und Medienbewertung (FBW) in Wiesbaden verlieh ihm das Prädikat „Besonders wertvoll“. In der Begründung hieß es unter anderem: „Die handwerkliche Perfektion der filmischen Gestaltung verselbständigt sich nicht, sondern schafft eine atmosphärische Dichte, in der Elisabeths schrittweise Entkörperlichung und Eingliederung in den Machtapparat mit unaufdringlicher Symbolik überhöht wird. Selten gelingt es in einem Film, ein so deutliches Ende seiner Erzählung zu finden.“ Bei einer Umfrage des British Film Institute im Jahr 1999 wurde Elizabeth auf Platz 71 in der Liste der besten britischen Filme des 20. Jahrhunderts gewählt.
Der Soundtrack des Films wurde 1998 von Decca Records auf einer CD mit 15 Kompositionen herausgebracht. Im Mai 1999 erschien der Film erstmals in Deutschland auf DVD. 2010 folgte die Veröffentlichung auf Blu-ray.

### Kritiken
„Die opulent-verschwenderische Ausstattung, Kamera und Musik sowie ein beeindruckendes Schauspielerensemble ergeben ein gelungenes Gesamtkunstwerk“, lobte das Lexikon des internationalen Films. „Moderner Geist in alten Kostümen“, lautete auch das positive Fazit der Filmzeitschrift Cinema. Die Fernsehzeitschrift Prisma bezeichnete Elizabeth als „einen über weite Strecken überfrachtet wirkenden Historienfilm“, der jedoch durch seine aufwändige Optik in Sachen Ausstattung, Kostüme und Maske „eine Augenweide“ sei. Herausragend seien dabei „die überaus finsteren Bilder der Niederschlagung intriganter Meucheleien“.

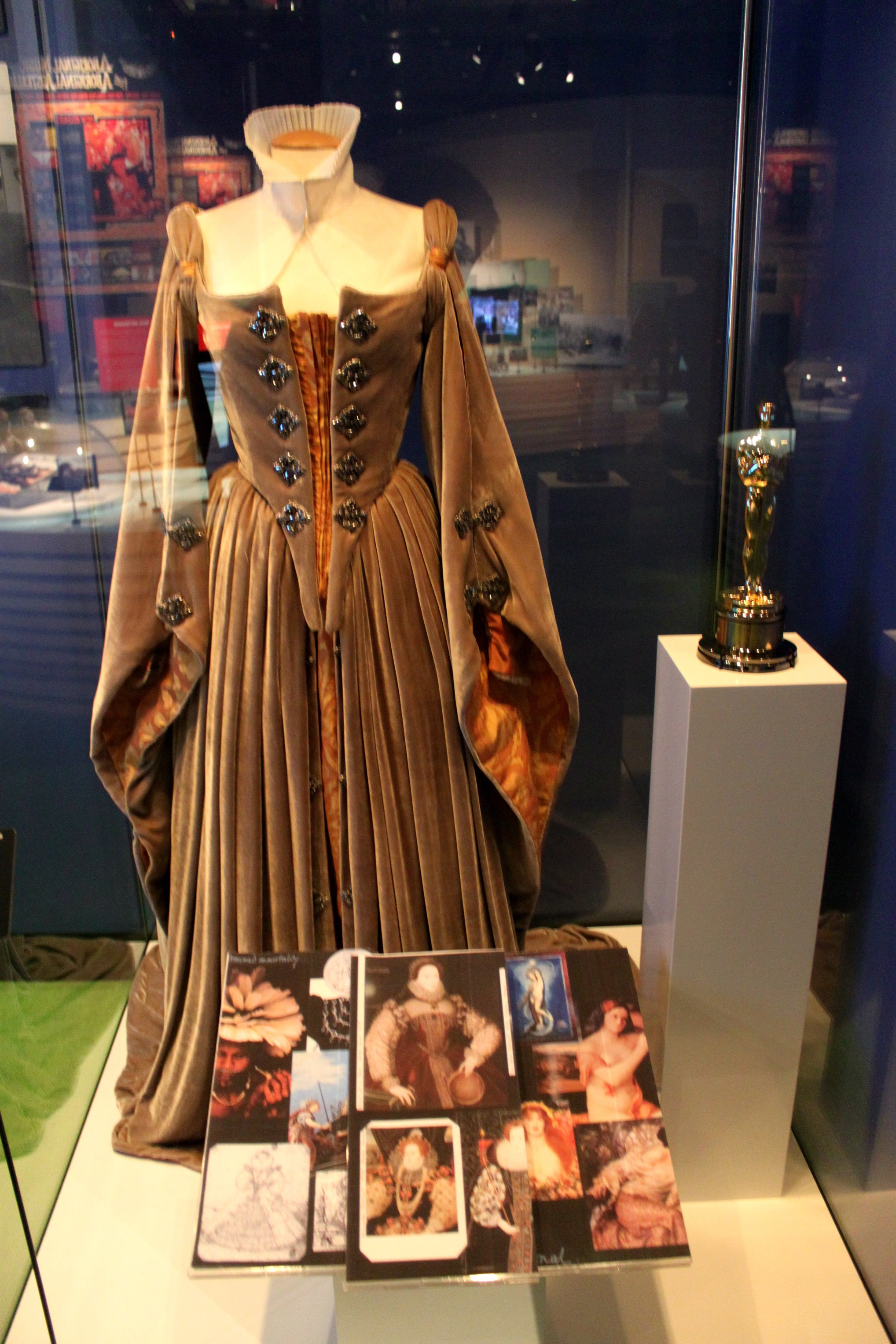
Ein von Alexandra Byrne für Cate Blanchett entworfenes Kostüm im Australian Centre for the Moving Image

Volker Marquardt vom Spiegel empfand den Film mit seinem Sujet – „der Unvereinbarkeit von Liebe und Raison“ – als „sehr modern“. Dabei sei er auch von „erstaunlich formaler Geschlossenheit“. Marquardt zog zudem Vergleiche mit Josef von Sternbergs Historiendrama Die scharlachrote Kaiserin, in dem Marlene Dietrich Katharina die Große gespielt hatte und diese sich wie Elisabeth mit zahlreichen Verschwörungen konfrontiert sah. „Anders als die scharlachrote Kaiserin setzt Elizabeth aber nicht ihre erotische Anziehungskraft ein, sondern ihre Unantastbarkeit.“ Kerstin Decker vom Tagesspiegel zufolge sei Elizabeth „der beste [Historienfilm], der seit langem im Kino zu sehen war“. Dass eine Australierin in die Rolle der englischen Regentin geschlüpft sei und ein Inder die Regie übernommen habe, sei eine gute Wahl gewesen. „Es hätte keine besseren geben können.“ Während Cate Blanchett ihrer Rolle „das Durchscheinende und Verletzliche der Jugend und dabei eine beinahe knochige Stärke“ verleihe, wirke Joseph Fiennes als Robert Dudley „etwas bläßlich“. Dem Regisseur wiederum sei „traumsicher die Balance zwischen menschlichem Schicksal und historischem Geschehen“ gelungen.
Richard Williams vom Guardian fand Kapurs Film „beeindruckend schön“, „unglaublich resonant“ und „stets unterhaltsam“. Hätte Shakespeare einen Film über „seine Königin“ gedreht, wäre er womöglich so, wie ihn Kapur inszeniert habe. Im Angesicht dessen, dass Elisabeth I. bereits von zahlreichen Schauspielerinnen gespielt worden sei, darunter Sarah Bernhardt, Glenda Jackson, Flora Robson, Bette Davis oder Jean Simmons, steche Blanchett dahingehend heraus, dass ihr „eine durchweg überzeugende Darstellung“ der jungen Elisabeth und ihres ereignisreichen und leidgeprüften Aufstiegs zur Macht gelungen sei. In einigen Szenen sei sie geradezu „elektrisierend“. Geoffrey Rush wiederum habe der Figur des Sir Francis Walsingham „eine kühle, gefährliche und wachsame Aura“ in einer „denkwürdigen Darbietung“ verliehen. Williams zufolge könne man nur hoffen, dass die Macher des Films bereits eine Fortsetzung in Planung hätten.
„Die Krone der jungfräulichen Königin gehört nun Blanchett“, verkündete Matthew Sweet vom Independent. Während vor allem der politische Handlungsstrang Blanchett Gelegenheit gebe, schauspielerisch zu glänzen, sei der romantische Teil „weniger überzeugend“. Die restliche Besetzung mit Kathy Burke, Christopher Eccleston und Geoffrey Rush sei „gewaltig“. Kapurs Regie attestierte Sweet „eine freigebige, teuflische Energie, die von einer Sensibilität für die potentielle Albernheit eines Films gemäßigt wird, der eine Legion britischer Schauspieler in Strumpfhosen steckt“. Auch wechsle der Film mit Leichtigkeit von entsetzlichen zu komischen Szenen. Leider könne das Drehbuch mit seinen langweiligen Dialogen nicht mit „den üppigen monumentalen Bildern“ mithalten, wie etwa in der letzten Szene des Films, die von „einer visuellen Pracht“ sei, „die selten im britischen Kino zu sehen ist“. Der Time Out Film Guide konstatierte, dass der Film es mit der Historie nicht so genau nehme, aber dennoch „ein beeindruckendes Porträt“ der jungen Elisabeth biete.
Janet Maslin schrieb in der New York Times, dass „Kapurs lebhafte, extravagante Herangehensweise zur jungen Elizabeth [passt]“. Cate Blanchett verleihe ihrer Rolle „Geist, Schönheit und Substanz“, die andernfalls auch „nichtssagend“ hätte wirken können. David Rooney von Variety bezeichnete den Film, der nur so vor Intrigen, Verschwörungen, Gewalt, Sex, Verrat und Mord und Totschlag strotze, als „überragende historische Seifenoper“, die die typischen Klischees britischer Kostümfilme mit ihrer „gewagten, oftmals modernen“ Umsetzung „geschickt“ umgehe. Cate Blanchett zeige „mit Anmut, Haltung und Intelligenz“, wie weit Elisabeth I. ihrer Zeit voraus gewesen sei. Rooney lobte auch die Nebendarsteller und vor allem den visuellen Stil. In Patrice Chéreaus von religiösen Spannungen geprägten Historienfilm Die Bartholomäusnacht sah er ein Vorbild des Films, dem man ein bisschen von Der Pate beigemischt habe, was sich vor allem im „Coppola-esk“ anmutenden Schnitt jener Szenen zeige, in denen Elisabeths Feinde einer nach dem anderen ausgeschaltet werden.
James Berardinelli von ReelViews meinte, dass der Film dem Zuschauer „einen ziemlich guten Überblick über den Charakter und das Leben der Monarchin aus dem 16. Jahrhundert“ verschaffe. Im Detail könne er zwar nicht überzeugen, er sei aber dennoch „ein gelungenes Historiendrama“, was vor allem an „der hervorragenden Darstellung von Cate Blanchett“ liege, die „der hochverehrten historischen Figur Leben [einhaucht]“. Auch die Nebendarsteller seien „erstklassig“. Roger Ebert von der Chicago Sun-Times gab Elizabeth 4½ von fünf Sternen und attestierte dem Film, „voll von reichen, gesättigten Farben und Emotionen“ zu sein. Auch Ebert merkte kritisch an, dass der Film die historischen Tatsachen „nach eigenem Gutdünken“ kürze und verändere, was jedoch typisch sei für englische Geschichtsdramen. Wirklich gelungen sei die Darbietung der Hauptdarstellerin.

### Auszeichnungen (Auswahl)
Oscar 1999
Gewonnen:
- Bestes Make-up (Jenny Shircore)

Nominiert:
- Bester Film

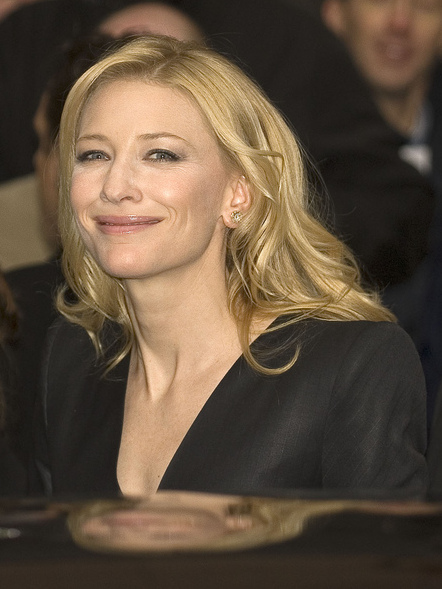
Mit zahlreichen Preisen ausgezeichnet: Cate Blanchett (2007)

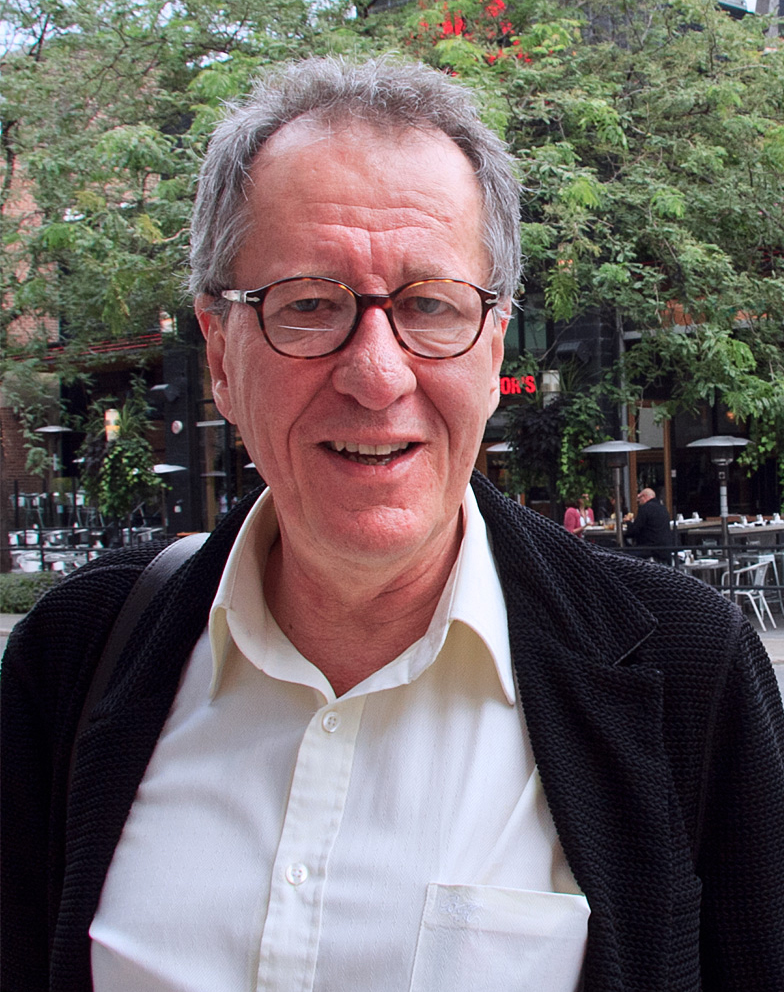
BAFTA-Gewinner Geoffrey Rush (2011)

- Beste Hauptdarstellerin (Cate Blanchett)
- Beste Kamera (Remi Adefarasin)
- Beste Filmmusik (David Hirschfelder)
- Bestes Kostümdesign (Alexandra Byrne)
- Bestes Szenenbild (John Myhre, Peter Howitt)

Golden Globe Awards 1999
Gewonnen:
- Beste Hauptdarstellerin – Drama (Cate Blanchett)

Nominiert:
- Bester Film – Drama
- Beste Regie (Shekhar Kapur)

British Academy Film Awards 1999
Gewonnen:
- Beste Hauptdarstellerin (Cate Blanchett)
- Bester Nebendarsteller (Geoffrey Rush)
- Beste Kamera (Remi Adefarasin)
- Beste Filmmusik (David Hirschfelder)
- Beste Maske (Jenny Shircore)
- Bester britischer Film (Tim Bevan, Eric Fellner und Alison Owen)

Nominiert:
- Bester Film
- Beste Regie (Shekhar Kapur)
- Bestes Original-Drehbuch (Michael Hirst)
- Bester Schnitt (Jill Bilcock)
- Beste Kostüme (Alexandra Byrne)
- Bestes Szenenbild (John Myhre)

Internationale Filmfestspiele von Venedig 1999
- Max Factor Award (Jenny Shircore)

Bodil
- Nominiert in der Kategorie Bester nicht-amerikanischer Film

Boston Society of Film Critics
- Nominiert in der Kategorie Beste Hauptdarstellerin (Cate Blanchett)

Chicago Film Critics Association
- Beste Hauptdarstellerin (Cate Blanchett)
- Nominiert in der Kategorie Beste Kamera (Remi Adefarasin)
- Nominiert in der Kategorie Beste Filmmusik (David Hirschfelder)

Chlotrudis Award
- Beste Hauptdarstellerin (Cate Blanchett)
- Nominiert in der Kategorie Bester Film
- Nominiert in der Kategorie Bester Nebendarsteller (Geoffrey Rush)
- Nominiert in der Kategorie Beste Kamera (Remi Adefarasin)

Critics’ Choice Movie Award
- Beste Hauptdarstellerin (Cate Blanchett)
- Beste Jungdarsteller (Joseph Fiennes)
- Nominiert in der Kategorie Bester Film

Empire Award
- Beste Darstellerin (Cate Blanchett)

London Critics’ Circle Film Award
- Beste Hauptdarstellerin (Cate Blanchett)
- Bester britischer Produzent (Alison Owen, Tim Bevan, Eric Fellner)

National Board of Review
- Beste Regie (Shekhar Kapur)
- Top Ten Filme

National Society of Film Critics
- Nominiert in der Kategorie Beste Hauptdarstellerin (Cate Blanchett)

Online Film Critics Society Award
- Beste Hauptdarstellerin (Cate Blanchett)

Satellite Award
- Beste Hauptdarstellerin (Cate Blanchett)
- Bestes Kostümdesign (Alexandra Byrne)

Screen Actors Guild Award
- Nominiert in der Kategorie Beste Hauptdarstellerin (Cate Blanchett)

Toronto Film Critics Association Award
- Beste Darstellerin (Cate Blanchett)

## Deutsche Fassung
Die deutsche Synchronfassung entstand bei der Interopa Film in Berlin. Das Dialogbuch schrieb Elke Seiler, die Dialogregie führte Hagen Mueller-Stahl.
| Rolle                  | Darsteller            | Synchronsprecher         |
| ---------------------- | --------------------- | ------------------------ |
| Elisabeth I.           | Cate Blanchett        | Arianne Borbach          |
| Sir Francis Walsingham | Geoffrey Rush         | Ernst Meincke            |
| Herzog von Norfolk     | Christopher Eccleston | Bernd Vollbrecht         |
| Robert Dudley          | Joseph Fiennes        | Frank Schaff             |
| William Cecil          | Richard Attenborough  | Gerhard Paul             |
| Marie de Guise         | Fanny Ardant          | Anita Lochner            |
| Herzog von Anjou       | Vincent Cassel        | Patrice Luc Doumeyrou    |
| Paul de Foix           | Éric Cantona          | Stefan Gossler           |
| Königin Maria I.       | Kathy Burke           | Kerstin Sanders-Dornseif |
| Graf von Arundel       | Edward Hardwicke      | Lothar Blumhagen         |
| Papst Pius V.          | John Gielgud          | Eric Vaessen             |
| John Ballard           | Daniel Craig          | Peter Reinhardt          |
| Alvaro de la Quadra    | James Frain           | Tom Vogt                 |
| Graf von Sussex        | Jamie Foreman         | Helmut Gauß              |
| Kat Ashley             | Emily Mortimer        | Judith Brandt            |
| Bischof Gardiner       | Terence Rigby         | Jürgen Thormann          |
| Isabel Knollys         | Kelly Macdonald       | Marie Bierstedt          |
| Lettice Howard         | Amanda Ryan           | Uschi Hugo               |
| Sir Thomas Elyot       | Kenny Doughty         | Kim Hasper               |
| Märtyrerin             | Liz Giles             | Regine Albrecht          |

## Fortsetzung
Im Jahr 2007 erschien unter dem Titel Elizabeth – Das goldene Königreich eine Fortsetzung des Films über die spätere Regentschaft der englischen Königin und ihre Auseinandersetzungen mit Maria Stuart und der Spanischen Armada. Cate Blanchett und Geoffrey Rush wiederholten dabei ihre Rollen und Shekhar Kapur übernahm erneut die Regie. Auch die Produzenten Tim Bevan und Eric Fellner, Drehbuchautor Michael Hirst, Kameramann Remi Adefarasin, Filmeditorin Jill Bilcock, Kostümbildnerin Alexandra Byrne und Maskenbildnerin Jenny Shircore kamen wieder zum Einsatz.